# Monte Rosa
A Monte Rosa-csoport, vagy Monte Rosa-masszívum (Zermattban használatos helyi német neve: Gornerhorn) Olaszország és Svájc határvonalán kiemelkedő számos nevezetes csúcsot foglal magába, köztük Svájc legmagasabb csúcsát, a Dufourspitzét (olaszul Punta Dufour) is. A Dufourspitze eléri a tengerszint feletti 4634 méter magasságot, amivel a Wallis kanton legmagasabb pontja, valamint a második legmagasabb csúcs az Alpokban és Nyugat-Európában. 
Míg a nyugati oldalon Gorner-gleccser enyhe lejtőkön halad Zermatt városáig, a hegy keleti oldala egy 2400 méter magas falként tornyosul Macugnaga falu felett. A csúcsot először 1855-ben egy nyolc főből álló csoport érte el, melyet a 19. század elejétől kezdődő sikertelen kísérletek sorozata előzött meg.
Minden nyáron számos hegymászó próbálja megközelíteni a csúcsot a nyugati oldalról. Általában a Monte Rosa menedékház a kiindulópont. Sok turista érkezik, hogy megcsodálhassa a Zermatt városát körülvevő hegyóriásairól nyíló panorámát, ami a Monte Rosa-tól a Matterhornig nyúlik.

## Elnevezés
A Monte Rosa név az olasz nyelvből ered. A rosa szó a Franco-Provanc-i dialektus rouese szavából ered, melynek jelentése gleccser. 1740-es évekből származó térképeken Monte Bosa vagy Monte Biosa néven szerepel a hegycsoport. A Mon Boso név, ami Leonardo da Vinci jegyzeteiben szerepel, valószínűleg ugyanazt a csoportot jelöli. Zermatt városából Gornerhorn néven (németül Nagy-hegy) vált ismertté a csúcs-csoport. A hegyvonulat nyugati ormára a mai napig használatban van a gorner elnevezés (Gornergrat), valamint a lábainál fekvő gleccser neve is Gornerglescher (Gorner-gleccser).

## Külső hivatkozások
- Útleírás (magyar)

## Fordítás
- Ez a szócikk részben vagy egészben  a   Monte Rosa című angol Wikipédia-szócikk fordításán alapul.  Az eredeti cikk szerkesztőit annak laptörténete sorolja fel. Ez a jelzés csupán a megfogalmazás eredetét és a szerzői jogokat jelzi, nem szolgál a cikkben szereplő információk forrásmegjelöléseként.